# Société Rencesvals
 (juillet 2022).
La "Société Rencesvals pour l'étude des épopées romanes" est une association internationale sans but lucratif.

## Histoire
Elle a été fondée en 1955 à Pampelune afin de promouvoir l'étude des épopées romanes, notamment les chansons de geste. Les membres fondateurs sont R. Lejeune, O. Jodogne, M. Menedez Pidal, J. Lacarra, E. Lambert, J. Frappier, D. McMillan, Monteverdi, A. Roncanglia, A. Burger.
Elle fédère plusieurs sections nationales : Allemagne, Belgique, Espagne, France, Grande-Bretagne, Italie, Japon, Pays-Bas, Suisse, Etats-Unis et Canada.

## Travaux et publications
Après les colloques préliminaires de Saragosse (août 1955) et de Liège (septembre 1957), la société organise en moyenne un congrès international tous les trois ans, dans une grande ville généralement européenne.
La société publie tous les ans un bulletin bibliographique relevant et présentant tous les travaux relatifs aux épopées romanes du Moyen-âge.